# Vlag van Zonnebeke
De vlag van Zonnebeke werd door de gemeenteraad op 6 juni 1988 officieel vastgesteld als de gemeentelijke vlag van de West-Vlaamse gemeente Zonnebeke. Op 5 oktober 1988 werd hij door het Bestuur van Vlaanderen bevestigd en uiteindelijk gepubliceerd op 8 november 1989 in het officiële Belgisch Staatsblad.
Officieel wordt de vlag beschreven als:
In keel een zon met 28 stralen van goud; hartschild: in sabel de hoofdletters BK van goud; het hartschild getopt rechts met een mijter en links met de krul van een kromstaf, beide van zilver
De vlag is volledig gebaseerd op het gemeentewapen en ziet er dus helemaal hetzelfde uit.

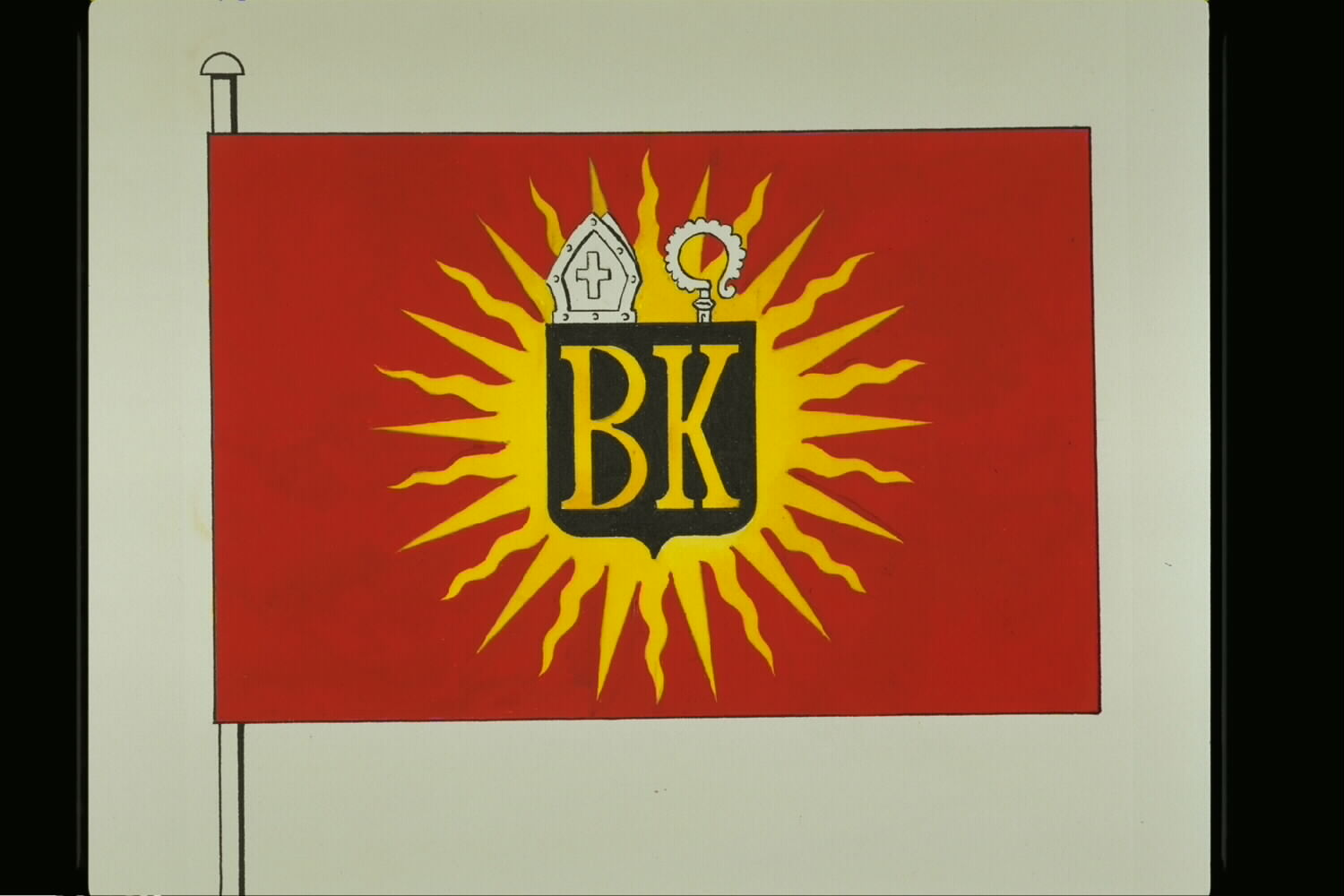
Officiële tekening van de vlag